# 공단로 (안성시)
공단로(工團路)는 경기도 안성시 신건지동에서 신모산동까지 이르는 안성시도로, 총 연장은 1.243 km이다. 또한 국가지원지방도 제70호선의 일부를 이루고 있으며, 도로명은 공공시설명인 제1공업단지를 이용하여 명명되었다.

## 노선 정보
- 총 연장 : 1.243 km
- 기점 : 경기도 안성시 신건지동 13-30 (제1산업단지사거리 = 중앙로와 교차, 알미산로와 직결)
- 종점 : 경기도 안성시 신모산동 30 (모산사거리 = 서동대로와 교차, 만세로와 직결)

## 지리

### 통과하는 지자체
- 안성시
  - 신건지동 - 신소현동 - 신모산동

### 접촉하는 도로
- 알미산로 (직결)
- 중앙로
- 남파로
- 서동대로 (교차, 국도 제38호선)
- 만세로 (직결)

### 주변에 있는 시설
- 행복나눔지역아동센터
- 브이렌터카
- 안성대덕우체국
- 앤베이지
- 세븐일레븐 안성1공단입구점
- 엘비세미콘 안성
- 농심 안성공장
- 동양엘앤피
- 환인제약 안성공장
- 신일 기계자동차검사소
- 삼양컴텍
- 지영피엘씨
- 제일연마공업 안성공장
- 미코세라믹스
- 상진기업
- 세븐일레븐 안성제1공단점
- 안성공단아파트
- 강남연립